# Red Carpet
「Red Carpet」（レッド・カーペット）は、日本の元女性歌手、安室奈美恵の単独名義では43作目のシングル。

## 解説
前作「BRIGHTER DAY」から約1年1ヶ月ぶりとなる2015年唯一のシングル(Crystal Kayとのコラボシングルは除く)。DVDには、「Red Carpet」のMusic VideoとMaking Movieを収録。
キャッチコピーは"人生というレッドカーペットを歩く、すべてのあなたへ"。表題曲「Red Carpet」は本人出演のコーセーコスメポート「OLEO D'OR」CMソングで、人生という名のレッドカーペットを歌い描いたネオソウルチューンとなっている。Music Videoには衣装の色などを選んで楽しめる"カスタム機能"がついている。
カップリング曲の「Black Make Up」はフジテレビ系アニメ土曜プレミアム「ワンピース ～アドベンチャー オブ ネブランディア～」メインテーマである。テレビアニメへの主題歌提供は2011年に「Fight Together」で同じくワンピースのオープニングテーマに起用されて以来約4年ぶりである。
先着購入特典は非売品B2ポスター。また、namie amuro LIVEGENIC 2015-2016の会場限定特典として、11月3日大阪城ホール公演から12月20日の日本ガイシホール公演の期間でCDを予約または購入した人限定でポップアップ・クリスマスカードがプレゼントされる。
初週2.6万枚を売り上げ、12月14日付週間シングルランキング2位に初登場。1995年のソロデビューから21年連続でシングルTOP10入りを達成した。「21年連続シングルTOP10」の記録は、GLAY（1996～2015年）、B'z（1990～2009年）、SMAP（1991～2010年）がそれぞれ記録している「20年連続」を上回り、V6（1995～2015年=21年連続）と並んで歴代1位タイ。女性アーティスト部門、ソロアーティスト（男女含む）部門では歴代単独1位の座をキープしている。

## 収録曲

### CD
1. Red Carpet
作詞：Matthew Tishler, Paula Winger, Stephanie Lewis, TIGER
作曲：Matthew Tishler, Paula Winger, Stephanie Lewis
編曲 : Matthew Tishler
コーセーコスメポート「OLEO D'OR」CMソング
2. Black Make Up
作詞：Andreas Oberg, Sigurd Rosnes, XIN_G, TIGER
作曲：Andreas Oberg, Sigurd Rosnes, XIN_G
編曲 : Andreas Oberg
フジテレビ系アニメ土曜プレミアム「ワンピース ～アドベンチャー オブ ネブランディア～」メインテーマ
3. Red Carpet -Instrumental-
4. Black Make Up -Instrumental-

### DVD
1. Red Carpet -Music Video- <contains Customizing Function>
ディレクター：菊池久志
2. Red Carpet -Making Movie-